# عضيض
العضيض  أو العضيد أو المُذنَّبة (الاسم العلمي: Urospermum) هو جنس من النباتات يتبع الفصيلة النجمية من رتبة النجميات.

## أنواع العضيض
- عضيض مريرياني (الاسم العلمي:Urospermum picroides)
- عضيض كبير الأزهار (الاسم العلمي:Urospermum grandiflorum)
- عضيض كحيلياني (الاسم العلمي:Urospermum echioides)